# American Dream (film 1990)
American Dream è un documentario del 1990 diretto da Barbara Kopple, Cathy Caplan, Thomas Haneke e Lawrence Silk vincitore del premio Oscar al miglior documentario.